# Середньовічні собори Англії
Список середньовічних соборів Англії:
| Назва                                             | Зовнішній вигляд | Інтер'єр | Дата              | Сайт                                                                                    |
| ------------------------------------------------- | ---------------- | -------- | ----------------- | --------------------------------------------------------------------------------------- |
| Бристольський собор англ. Bristol Cathedral       |                  |          | 1140-1888         | http://www.bristol-cathedral.co.uk/ [Архівовано 25 грудня 2003 у Wayback Machine.]      |
| Вінчестерський собор англ. Winchester Cathedral   |                  |          | 1079-1521         | http://www.winchester-cathedral.org.uk/ [Архівовано 18 квітня 2021 у Wayback Machine.]  |
| Вустерський собор англ. Worcester Cathedral       |                  |          | 1084-1504         | http://www.worcestercathedral.co.uk/ [Архівовано 14 липня 2011 у Wayback Machine.]      |
| Глостерський собор англ. Gloucester Cathedral     |                  |          | 1098-1493         | http://www.gloucestercathedral.org.uk/ [Архівовано 30 грудня 2019 у Wayback Machine.]   |
| Даремський собор англ. Durham Cathedral           |                  |          | 1093-1490         | http://www.durhamcathedral.co.uk/ [Архівовано 15 березня 2009 у Wayback Machine.]       |
| Собор Ілі англ. Ely Cathedral                     |                  |          | 1090-1536         | http://www.elycathedral.org/ [Архівовано 30 квітня 2008 у Wayback Machine.]             |
| Йоркський собор англ. York Minster                |                  |          | 1154-1500         | http://www.yorkminster.org/ [Архівовано 13 червня 2005 у Wayback Machine.]              |
| Карлайлський собор англ. Carlisle Cathedral       |                  |          | 1092-близько 1420 | http://www.carlislecathedral.org.uk/ [Архівовано 24 березня 2005 у Wayback Machine.]    |
| Кентерберійський собор англ. Canterbury Cathedral |                  |          | 1070-1505, 1835   | http://www.canterbury-cathedral.org/ [Архівовано 28 листопада 1999 у Wayback Machine.]  |
| Лінкольнський собор англ. Lincoln Cathedral       |                  |          | 1074-1548         | http://www.lincolncathedral.com/ [Архівовано 10 січня 2008 у Wayback Machine.]          |
| Лічфілдський собор англ. Lichfield Cathedral      |                  |          | 1195-близько 1400 | http://www.lichfield-cathedral.org/ [Архівовано 3 лютого 2011 у Wayback Machine.]       |
| Норвічський собор англ. Norwich Cathedral         |                  |          | 1096-1536         | http://www.cathedral.org.uk/ [Архівовано 4 квітня 2013 у Wayback Machine.]              |
| Собор Пітерборо англ. Peterborough Cathedral      |                  |          | 1117-1508         | http://www.peterborough-cathedral.org.uk [Архівовано 1 лютого 2022 у Wayback Machine.]  |
| Ріпонський собор англ. Ripon Cathedral            |                  |          | 1160-1547         | http://www.riponcathedral.org.uk/ [Архівовано 15 квітня 2021 у Wayback Machine.]        |
| Рочестерський собор англ. Rochester Cathedral     |                  |          | 1177-1512         | http://www.rochestercathedral.org [Архівовано 12 березня 2017 у Wayback Machine.]       |
| Саутваркський собор англ. Southwark Cathedral     |                  |          | 1208-1520, 1897   | http://cathedral.southwark.anglican.org/ [Архівовано 31 травня 2013 у Wayback Machine.] |
| Саутвелський собор англ. Southwell Minster        |                  |          | 1108-1540         | http://www.southwellminster.co.uk/ [Архівовано 21 листопада 2007 у Wayback Machine.]    |
| Сент-Олбанський собор англ. St Albans Cathedral   |                  |          | 1077-1521         | http://www.stalbanscathedral.org.uk/ [Архівовано 1 травня 2009 у Wayback Machine.]      |
| Солсберійський собор англ. Salisbury Cathedral    |                  |          | 1220-1380         | http://www.salisburycathedral.org.uk/ [Архівовано 4 травня 2015 у Wayback Machine.]     |
| Валійський собор англ. Wells Cathedral            |                  |          | 1175-1490         | http://www.wellscathedral.org.uk/ [Архівовано 20 березня 2013 у Wayback Machine.]       |
| Герефордський собор англ. Hereford Cathedral      |                  |          | 1079-1530         | http://www.herefordcathedral.org/ [Архівовано 2 травня 2021 у Wayback Machine.]         |
| Честерський собор англ. Chester Cathedral         |                  |          | 1093-1537         | http://www.chestercathedral.com/ [Архівовано 30 березня 2013 у Wayback Machine.]        |
| Чичестерський собор англ. Chichester Cathedral    |                  |          | 1088-близько 1420 | http://www.chichestercathedral.org.uk/ [Архівовано 18 квітня 2014 у Wayback Machine.]   |
| Ексетерський собор англ. Exeter Cathedral         |                  |          | 1112-1519         | http://www.exeter-cathedral.org.uk/ [Архівовано 29 березня 2014 у Wayback Machine.]     |